# 파울라 베셀리
파울라 베셀리(Paula Wessely, 1907년 1월 20일 ~ 2000년 5월 11일)는 오스트리아의 배우이다. 세계대전 후 오스트리아의 대표 배우였다.